# Samo (album)
Samo è l'album di debutto della cantante croata Nina Kraljić, pubblicato il 30 settembre 2016 su etichetta discografica Universal Music Croatia.
L'album contiene dodici tracce, la maggior parte delle quali sono cantate in lingua croata. Tra queste, Što te nema, Tica lastavica e Dej mi Bože sono brani tradizionali croati. Si aggiungono una canzone in ebraico, Ata ey foshehu sham, e tre canzoni in inglese, fra cui Lighthouse, con la quale Nina ha partecipato all'Eurovision Song Contest 2016, arrivando ventitreesima su 26 partecipanti nella finale,, totalizzando 73 punti.

## Tracce
CD e download digitale
1. Zaljuljali smo svijet – 3:22
2. Snijeg – 4:32
3. Negdje – 3:33
4. Samo – 3:40
5. Lighthouse – 3:00
6. Što te nema (con Matija Dedić) – 8:31
7. Lay You Down – 4:06
8. Tica lastavica – 4:02
9. Vir – 4:30
10. Dej mi Bože – 3:55
11. Lullaby – 3:30
12. Ata ey foshehu sham – 3:36

## Classifiche
| Classifica (2016) | Posizione massima |
| ----------------- | ----------------- |
| Croazia           | 8                 |